# Камень-Каширская городская община
Камень-Каширская городская община (укр. Камінь-Каширська міська громада) — территориальная община в Камень-Каширском районе Волынской области Украины.
Административный центр — город Камень-Каширский.
Население составляет 55898 человек. Площадь — 1463,3 км².
В соответствии с распоряжением Кабинета Министров Украины от 12 июня 2020 года, в состав общины вошла территория Камень-Каширского городского совета, Боровненского, Броницкого, Бузаковского, Великообзырского, Верховского, Воегощанского, Ворокомленского, Выдертского, Выдрычевского, Грудковского, Гуто-Боровенского, Добринского, Клетицкого, Мельнико-Мостищенского, Олениненского, Осовцевского, Песчанского, Пневненского, Полицевского, Раково-Лесского, Хотешовского и Черченского сельских советов Камень-Каширского района, а также Великоглушанского, Малоглушанского и Щитыньского сельских советов упразднённого Любешовского района.

## Населённые пункты
В состав общины входят 1 город и 54 села:
- Город Камень-Каширский
  - Алексеевка
  - Подцирье
- Боровненский старостинский округ:
  - Боровно
  - Житновка
  - Надречное
  - Оленино
- Броницкий старостинский округ:
  - Броница
  - Крымно
- Бузаковский старостинский округ:
  - Бузаки
  - Красниловка
  - Мельники-Мостище
  - Мостище
- Великоглушанский старостинский округ:
  - Великая Глуша
  - Невир
  - Погулянка
- Воегощанский старостинский округ:
  - Воегоща
- Ворокомлевский старостинский округ:
  - Ворокомле
- Выдертский старостинский округ:
  - Выдерта
- Выдричевский старостинский округ:
  - Выдричи
  - Дубровица
  - Теклино
- Грудковский старостинский округ:
  - Грудки
  - Залазько
  - Ольшаны
  - Осовцы
- Гуто-Боровенский старостинский округ:
  - Гута-Боровенская
  - Иваномысль
  - Малые Голобы
  - Полицы
- Клетицкий старостинский округ:
  - Гута-Каменская
  - Клетицк
  - Яловацк
- Малоглушанский старостинский округ:
  - Каливица
  - Малая Глуша
- Песчанский старостинский округ:
  - Верхи
  - Великий Обзыр
  - Песчаное
  - Малый Обзыр
  - Стобыхва
- Пневненский старостинский округ:
  - Винимок
  - Волица
  - Городок
  - Пневно
  - Сосновка
  - Фаринки
- Раковолесский старостинский округ:
  - Подречье
  - Раков Лес
- Хотешовский старостинский округ:
  - Доброе
  - Котуш
  - Хотешов
- Черченский старостинский округ:
  - Островок
  - Подборочье
  - Черче
  - Щитынь